# Distretto di Kraśnik
Il distretto di Kraśnik (in polacco powiat kraśnicki) è un distretto polacco appartenente al voivodato di Lublino.

## Geografia antropica

### Suddivisioni amministrative
Il distretto comprende 10 comuni.
- Comuni urbani: Kraśnik
- Comuni urbano-rurali: Annopol
- Comuni rurali: Dzierzkowice, Gościeradów, Kraśnik, Szastarka, Trzydnik Duży, Urzędów, Wilkołaz, Zakrzówek